# کوجولا کادفیسس
کوجولا کادفیسس (باختری:  Κοζουλου Καδφιζου؛ کوشانی: Κοζολα Καδαφες؛ خروشتی: کوجولا کاساسا؛ چینی باستان:丘就卻 ،چیوجیوچوئه؛ کوزولو کادفسیس [Kozoulou Kadphises])،  از شاهزادگان کوشانی بود که طوایف یوئه‌چی را، در قرن اول میلادی، متحد کرد و به اولین شاهنشاه کوشانیان تبدیل شد. او بگرام، افغانستان را پایتخت قرار داده و از سال ۳۰ تا ۸۰ میلادی (یا طبق گفته پوئپراچیچی مورخ، از سال ۴۰ تا ۹۰ میلادی) حکومت کرد. طبق نوشته‌های سنگ‌نبشته رباطک، او پدربزرگ کانیشکای اول بزرگ، شاهنشاه مشهور کوشانی است. او را به عنوان بنیانگذار شاهنشاهی کوشانیان به رسمیت می شناسند.
منشا کوجولا کادفیسس کاملا مبهم است و معمولاً اعتقاد بر این است که او از نوادگان فرمانروای کوشانی هرایوس است. با این حال، نام کوشانی Κοζουλου بر روی برخی از سکه‌های هرمایوس، و نام Κοζολα بر روی برخی از سکه‌های آگوستوس و سکه‌های لیاکا کوسولاکا و پاتیکا کوسولاکا نیز دیده می‌شود که ممکن است نشان دهنده ارتباط خانوادگی باشد کوجولا کادفیسس با دولت یونانی بلخ و پادشاهی هندوسکایی است.

## منبع‌شناسی چینی

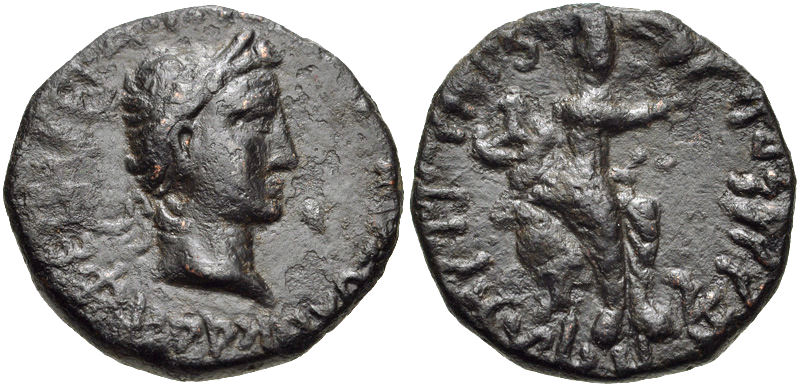
سکه کوجولا کادفیسس، حدود ۳۰-۸۰ م.
رو نیم تنه کوجولا کادفیسس به سبک ژولیو کلودین با افسانه یونانی ΚΟΖΟΛΑ ΚΑΔΑΦΕϹ XOPANOV ZAOOV در اطراف.
پشت کوجولا کادفیسس به سمت راست نشسته و دستش را بالا برده است. نماد سه جانبه به سمت چپ اسطوره کوشاناس یواسا کویولا کافاسا ساچا دراماتیداسا.

کوجولا کادفیسس و پسرش ویما تاکتو در روند گسترش خود به سمت شرق، پادشاهی هندوسکایی را که در شمال غربی هند توسط گندوفارس اشکانی در سال ۲۰ پس از میلاد در شمال غربی هند تأسیس شده بود منقرض کردند:
 پسرش یانگائوژن (احتمالاً ویما تاکتو یا احتمالاً برادرش ساداشکانا) به جای او پادشاه شد. او تیانژو [شمال غربی هند] را شکست داد و ژنرال‌هایی را برای نظارت و رهبری آن برگزید. سپس یوئه‌چی به شدت ثروتمند شد. همه پادشاهان گویشوانگ [کوشان] را پادشاه خواندند، اما هان‌ها آنها را با نام اصلی شان Da Yuezhi [یوئه‌چی بزرگ] می نامند.— 
گمان می‌رود که حمله به پادشاهی هندوسکایی به رهبری کوجولا کادفیس در سال ۴۵ میلادی، و در زمان سلطنت جانشینان گندوفارس ابدگس یکم و ساس رخ داده‌است.

## دودمان‌شناسی
ارتباط کوجولا با دیگر فرمانروایان کوشانی در سنگ‌نوشته رباطک توضیح داده شده‌است. این سنگ‌نوشته بدستور کانیشکای بزرگ صورت گرفته که در سال ۱۹۹۳ در منطقه رباطک، ولایت بغلان (باختر (بلخ) آنروز) کشف شد. کانیشکا، کوجولا کادفیسس را پدر پدربزرگش، ویما تاکتو را پدربزرگش، ویما کادفیسس را پدرش و خودش کانیشکا را بیان می‌کند:
 و او [کانیشکا] دستور داد که تصاویری از همان، (یعنی) از این خدایان که در اینجا نوشته شده‌است، بسازند، و دستور داد که (آنها) را برای این پادشاهان بسازند: برای پادشاه کوجولا کادفیسس پدر پدربزرگش، و برای پادشاه ویما تاکتو پدربزرگش، و برای پادشاه ویما کادفیسس پدرش، و برای خودش، پادشاه کانیشکا.— 
بعضی از مجسمه‌های سایت باستان‌شناسی کلچایان باختر (بلخ) واقع در ازبکستان امروزی نیز مربوط به کوجولا کادفیسس می‌شود.

## سکه‌شناسی
ضرب سکه‌های حاکم کوشانی، کوجولا کادفیسس، بزرگ‌تر شدن افق مذهبی کوشانی‌ها را به ما نشان می‌دهد. اولین سکه او پرتره و نام هرمایوس را در رو و هراکلس را در پشت دارد که همچنان از سنت یونانی پیروی می‌کند، حتی اگر هراکلس ممکن است تفسیر با استفاده از الگوهای یونانی خدای ایرانی بهرام باشد. برخلاف تصورات قبلی که کوجولا کادفیسس را بر اساس لقب «ساتیادارماستیتا» بودایی می‌دانستند، اکنون از عبارت کتیبه‌ای ماتورا که هوویشکا همان لقب ساتیادرماستیتا را دارد، مشخص می‌شود که پادشاهی اعطا شده است. (شیوا) و اسکامداویرا (کانداولرا) بر او، یعنی عابد خدای هندو، شیوا، و از این رو قابل توجه است که کوجولا کادفیسس قبلاً پرستش شیوا و استفاده از خط خروشتی را در چنین تاریخی اولیه پذیرفته است. 

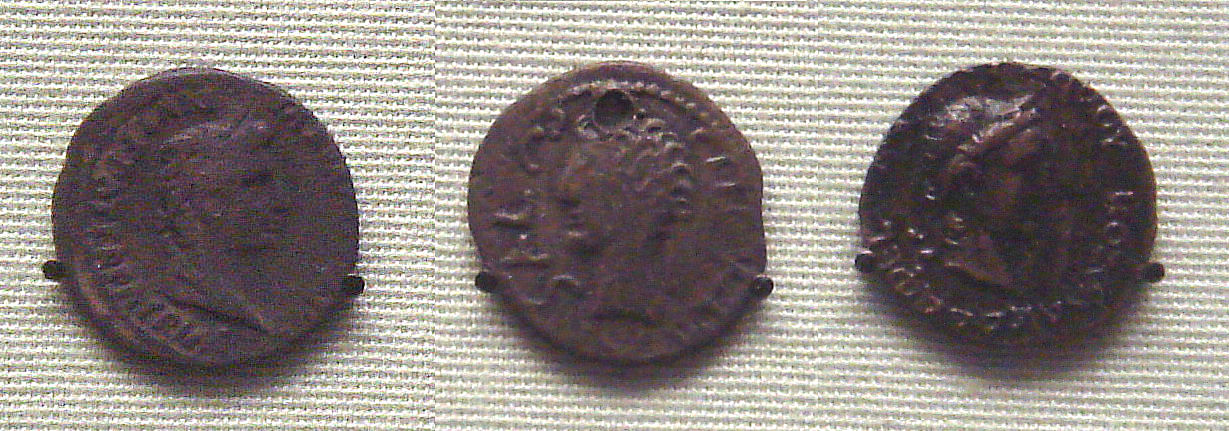
چپ دینار نقره تیبریوس (۱۴-۳۷ م.) یافت شده در هند. مرکز نسخه هندی سکه مذکور. راست سکه کوجولا کادفیسس پادشاه کوشانی کپی از سکه آگوستوس.
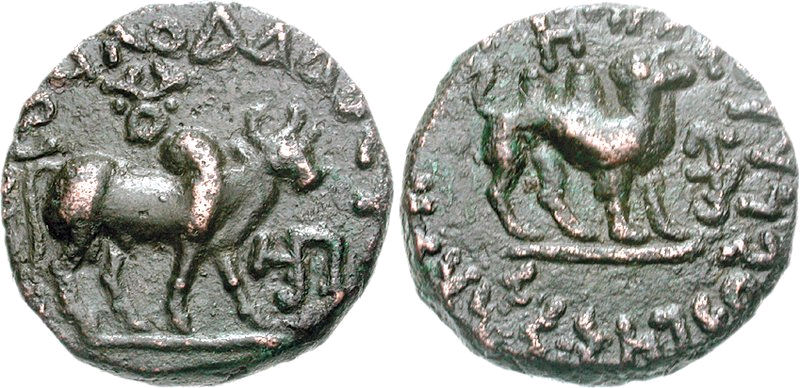
چهاردراخم کوجولا کادافیس. رو گاو برهما درست ایستاده، با تریراتانا افسانه یونانی. پشت شتر در سمت چپ. اسطوره خروشتی ماهارایاسا رایاتیرایاسا کویولا کارا کاپاسا.
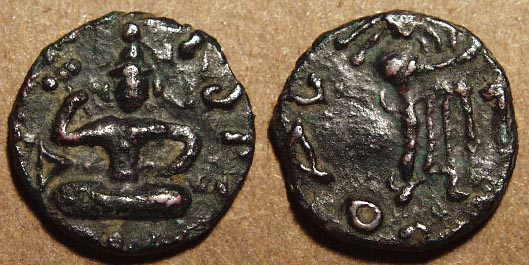
سکه کوجولا کادفیسس. رو کوجولا با ساق‌های ضربدری نشسته رو به رو، افسانه خاروشتی: کویولا کادافاسو کوشاناسا. پشت زیرش در سمت چپ،[۹] اسطوره یونانی: ΚΟΖΟΛΑ XOPANOY ZAOOY.
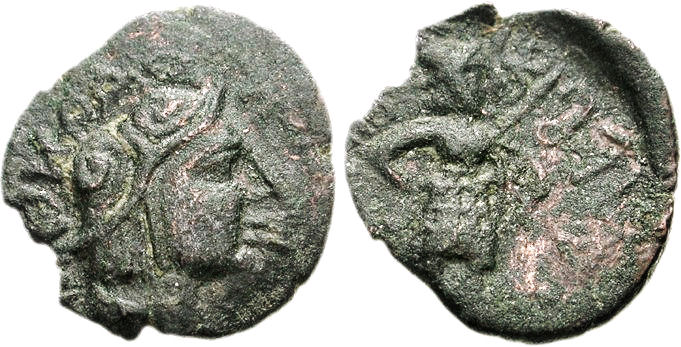
سکه کوجولا کادفیسس. رو سر سرباز کلاه دار سمت راست. پست جنگجوی راست ایستاده، سپر و نیزه را در دست دارد.